# 陕西省西安师范学校
陕西省西安师范学校（简称“西安师范”），是曾经存在的一所中专师范学校，创建于1903年（清朝光绪二十九年），是陕西最早的一所师范学校。校址坐落在原“关中书院“的旧址上。现已并入西安文理学院。

## 历史沿革
学校初办时称“两级师范学堂”；中华民国建立后改名为“陕西省立第一师范学校”；又更名为“陕西省立西安师范学校”。抗日战争爆发后，学校曾南迁至陕西西乡县，1943年又迁回西安。中华人民共和国建国后，学校先更名为“陕甘宁边区师范学校”；1950年后，第一次使用“陕西省西安师范学校”的名称。学校曾先后吸纳了原“陕西省技艺师范学校”、“陕西省女中师范班”（原“陕西省女子师范学校”）、以及“户县师范学校”等校。
自1963年8月奉命停办后，直到1985年，创建于1952年的原“西安市师范学校”在与原“西安市第五中学”合并后，又重新使用了“陕西省西安师范学校”的名称，并开始在原校址办学。
1985年后，西安市教委加大了对学校的资助，并按照师范学校标准化建设的要求和“关中书院”的原有风貌，对校舍进行整体改建和翻新，逐渐恢复了原“关中书院”的风貌。
但是，根据教育部的有关政策，师范类的学生都必须是大专以上的学历，而作为中等专业学校的“陕西省西安师范学校”从2006年开始就不再单独招收新生了。2009年并入西安文理学院。

## 知名校友
- 张灵甫
- 符浩，原外交部副部长；
- 陈元方，原中央党校党史研究室主任；
- 严克伦，原中共陕西省委副书记、陕西省人大常委会主任；
- 何承华，原陕西省副省长；
- 刘庚，原陕西省副省长。

## 知名教室
- 韩兆鹗